# 丹尼爾·薩姆海斯
丹尼爾·薩姆海斯（Daniel Summerhays；1983年12月3日—）是美國的一位職業高爾夫球選手，他的兄弟博伊德·薩姆海斯（Boyd Summerhays）現在正在參加加拿大巡迴賽。薩姆海斯出生在猶他州，曾經就讀於楊百翰大學並代表大學的高爾夫球隊參賽。他在2012年開始參加PGA巡迴賽。